# Школа № 25 (Мелитополь)
Мелитопольская специализированная школа № 25 — школа І-ІІ ступени в городе Мелитополь Запорожской области. Профилем школы являются иностранные языки, ученики добиваются особенно высоких результатов по немецкому и французскому языкам, а также по биологии.

## История
Школа была создана в 1963 году как экспериментальная школа нового типа для старшеклассников. В школе учились только 9 и 10 классы, и вместе с аттестатом о среднем образовании её выпускники получали свидетельство об определённой специальности. В 1973 году в школе появились средние классы (с 4 по 8).
В 1980-е годы школа сотрудничает с Мелитопольским педагогическим институтом. При школе создаётся материально-техническая база для углублённого изучения биологии, географии, физкультуры, труда, иностранных языков.
В 1987 году в школе открываются классы с углублённым изучением биологии и географии, а в 1989 году школа проходит лицензирование и получает статус школы с углублённым изучением иностранных языков. С 2001 года школа носит статус специализированной школы с углублённым изучением иностранных языков.

## Достижения
В школе углублённо изучаются языки: немецкий, французский, английский, русский и украинский. Особенно высоких результатов школа добивается на олимпиадах по немецкому и французскому языкам, занимая более половины призовых мест на городских олимпиадах и более 20 % призовых мест на областных. С помощью благотворительных фондов учащиеся школы ездят в Германию. В школе проходят недели иностранных языков. На базе школы организуются городские конкурсы по английскому и немецкому языкам.
Кроме того, с 2003 года в школе организовано углублённое изучение биологии. Школа добивается лучших в городе результатов на городских и областных олимпиадах по биологии, ученики успешно выступают на областных и Всеукраинских конкурсах-защитах научных работ.

## Традиции
В марте ученицы разных классов соревнуются в конкурсе по аэробике «Грация».
На Пасху в школе проводится пасхальная неделя. Школьники изготовляют поделки на пасхальную тематику, на уроках языков делается акцент на традиции празднования Пасхи в разных странах.
Ко Дню славянской письменности и культуры в школе проводятся поэтические вечера, на которых ученики общаются с мелитопольскими поэтами и представляют свои собственные стихи.

## Известные учителя
- Голофаст Николай Мефодиевич (род. 1925) — директор школы № 25 в 1963—1985 годах, почётный гражданин Мелитополя (1998)[12]
- Яковлева Евгения Витальевна — учитель биологии школы № 25 (с 1973 года), Соросовский учитель (1998), заслуженный учитель Украины (2000), автор методических пособий и рабочих тетрадей по биологии[13].
- Павленко Светлана Павловна — учитель географии, отличник образования Украины (2007)[14].